# Myrgastan
Myrgastan – wieś w Armenii, w prowincji Armawir. W 2011 roku liczyła 957 mieszkańców.